# Markiezaatskade

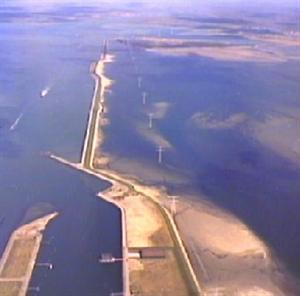
De Markiezaatskade in 1984

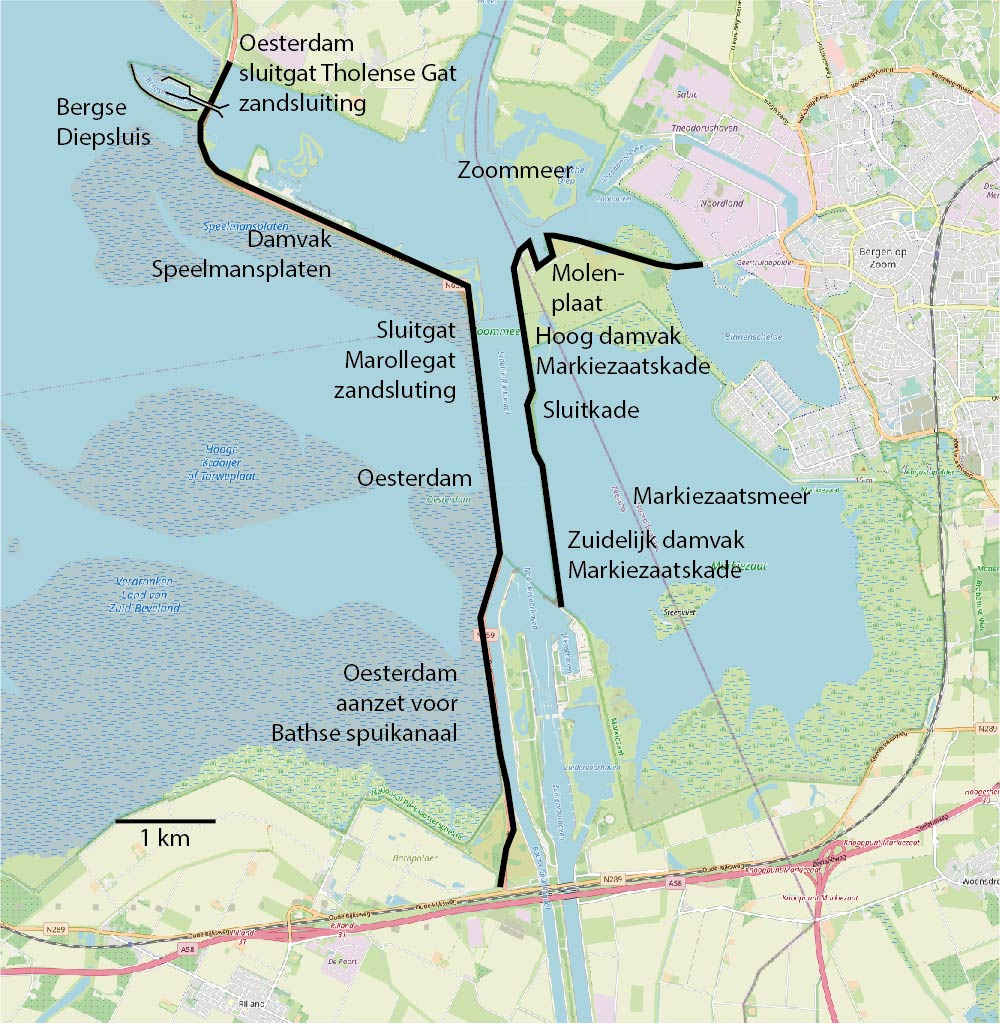
Objecten bij de Markiezaatskade

De Markiezaatskade is een vier kilometer lange dam tussen Zuid-Beveland en de Molenplaat bij Bergen op Zoom. De dam is aangelegd als voorbereiding voor de aanleg van de Oesterdam, die enkele jaren later zou worden aangelegd. De bouw van de Markiezaatskade begon eind 1980. In maart 1982 werd een deel van de Markiezaatskade in aanbouw door een storm verwoest. Op 30 maart 1983 was de Markiezaatskade klaar.

## Noodzaak van de aanleg
De belangrijkste reden voor de aanleg was het versimpelen van de bouw van de Oesterdam. Het kombergend oppervlak achter de Oesterdam wordt er namelijk ongeveer door gehalveerd, waardoor de bouw van de Oesterdam eenvoudiger en goedkoper verloopt. Bovendien wordt de hinder van de scheepvaart op de Schelde-Rijnverbinding tijdens de aanleg van de Oesterdam veel minder en duurt ook minder lang.
Daarnaast heeft de kade ook een definitieve functie. Het belang daarvan zit daarin dat de omkading het Markiezaat van het Zoommeer scheidt. Daardoor zal in het Markiezaatsmeer een betere waterkwaliteit kunnen worden bereikt dan in het Zoommeer. Dit zal de gewenste natuurlijke ontwikkeling van het grootste deel van het Markiezaat ten goede komen.

## Tracé van de Markiezaatskade
Het tracé van de westelijke Markiezaatskade is zo westelijk mogelijk getrokken. Door een lineaire kade evenwijdig aan en op zo kort mogelijke afstand van de Oesterdam te leggen, geeft men de Schelde-Rijnverbinding zo veel als maar doenlijk is het aanzien van een kanaal. Het Markiezaat wordt hierdoor tegelijkertijd groter, ten koste van het ondiepe restgebied langs het kanaal.
Door de kade voor de westkant van de Molenplaat langs te leiden ontstaan twee voordelen, die deze oplossing financieel aantrekkelijk maakten. Ten eerste konden de bouwmaterialen van de westelijke hoogwaterkering zoals slakken, mijnsteen en stortsteen voor de bouw van de kade worden hergebruikt. Ten tweede ontstond de mogelijkheid tussen de Molenplaat en de kade een hoeveelheid van ongeveer een miljoen m³ baggerspecie te bergen.
Bij het ontwerp van de westelijke Markiezaatskade zijn de volgende uitgangspunten gehanteerd:
- de kade moest zowel aan de tijdelijke als aan de definitieve functie voldoen.
- Het milieu in het Markiezaat diende in de overgangsperiode tot 1985 zoveel mogelijk te worden voorbereid op de definitieve veranderingen, met een zo gering mogelijke kans op overlast.
- De kosten van de aanleg, daarbij inbegrepen de aanpassing in 1985 ten behoeve van de definitieve milieufunctie, moesten zo laag mogelijk blijven.

De gekozen sluitingsmethode is ook uit waterbouwkundig opzicht gunstig, omdat de maximale snelheden in het sluitgat beperkt bleven tot 3,0 tot 3,5 m/s. Daardoor kon van relatief lichte waterbouwsteen met een stukgewicht van 60 tot 300 kg gebruik worden gemaakt. De sluitkade moest daarom wel in lagen met een maximale dikte van 0,5 m worden opgebouwd. Ten behoeve van de stabiliteit van de sluitkade bij zware stormen werd kruin en het binnentalud afgedekt met zwaardere waterbouwsteen.

## Doorbraak van de kade bij de aanleg
Op 11 maart 1982 is de westelijke Markiezaatskade bij een matige stormvloed doorgebroken. De doorbraak vond plaats bij een waterstand van N.A.P. + 3,7 m bij de aansluiting van de stenen sluitkade op het zuidelijke damvak. De kans dat deze waterstand zou voorkomen was klein, en daarom was dit uitvoeringsrisico genomen. Los van het feit dat het herstellen lastig was, vanwege de uitschuring door de getijstroming door de bres, gaf de dwarsstroming ook de nodige problemen voor de scheepvaart in de Schelde-Rijnverbinding. Door de aanleg van de sluitkade was er al een aanzienlijke dwarsstroming die hinder op leverde, maar de doorbraak verergerde dit nog. Daarom is na de doorbraak het doorbraakgat nog verruimd, waardoor op een later datum de sluitkade meer gecontroleerd kon worden afgebouwd.
Ten oosten ligt het Markiezaatsmeer en ten westen het Schelde-Rijnkanaal.

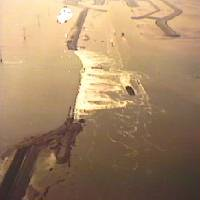
Markiezaatskade in aanleg. (situatie in maart 1983)
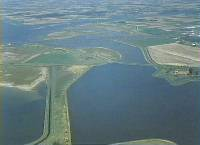
Noordelijke Markiezaatskade